# Gloria! (Gloria Estefan)
gloria! è l'ottavo album discografico in studio della cantante statunitense di origine cubana Gloria Estefan, pubblicato nel 1998.

## Tracce
1. Heaven's What I Feel - 5:02
2. Don't Stop - 4:27
3. Oye! - 4:40
4. Real Woman - 4:22
5. Feelin' - 4:10
6. Don't Release Me - 4:16
7. Don't Let This Moment End - 4:42
8. Touched By An Angel - 4:11
9. Lucky Girl - 4:31
10. I Just Wanna Be Happy - 3:54
11. Cuba Libre - 4:38
12. Feelin' - 4:43
13. Don't Release Me - 4:05
14. Heaven's What I Feel (Corazón Prohibido) - 5:08
15. Cuba Libre (Spanish Version) [Bonus Track] - 4:38
16. Oye! (Pablo Flores Spanish Remix Radio Edit) [Bonus Track] - 4:17

## Classifiche
| Paese             | Posizione raggiunta |
| ----------------- | ------------------- |
| Belgio (Fiandre)  | 24                  |
| Belgio (Vallonia) | 38                  |
| Francia           | 56                  |
| Germania          | 34                  |
| Italia            | 11                  |
| Paesi Bassi       | 47                  |
| Regno Unito       | 16                  |
| Spagna            | 1                   |
| Stati Uniti       | 23                  |
| Svizzera          | 12                  |